# Glashütte Original
Glashütte Original (Гласхютте) —  марка немецких часов

## История
Город Гласхютте был известен своими серебряными месторождениями, но к концу XIX века шахты были выработаны и район обеднел. В это время опытный часовой мастер Фердинанд Адольф Ланге основал первую в районе часовую фабрику.

### Original Glashütte
В город стало приезжать много часовых мастеров, а также специалистов по изготовлению корпусов, стрелок и других элементов внешнего оформления. С приближением Первой мировой войны развитию часовой промышленности пришёл конец. Многим часовым компаниям пришлось распустить штат своих сотрудников. Никто не мог прогнозировать дальнейшее развитие спроса. Тем не менее по окончании войны вновь стали открываться часовые компании, а также появилось много новых, и среди них 9 ноября 1918 года открылась компания Deutsche Präzisions-Uhrenfabrik Glashütte (DPUG). Логотип «Original Glashütte» впервые появился на циферблатах карманных часов в 1921 году.
С началом Второй мировой войны развитие часовых компаний в Гласхютте остановилось. Часовых производителей обязали выпускать товары необходимые для войны. К самому концу войны, 8 мая 1945 Гласхютте подвергся бомбовому авианалету, кроме того по окончании войны множество фабрик было конфисковано и демонтировано советскими войсками.
1 июля 1951 года все независимые часовые компании Гласхютте образовали часовой конгломерат VEB Glashütte Uhrenbetriebe. Отсутствие финансирования, денежного оборота с другими странами и запрет на импорт продукции привёл к полной автономии часового производства. Начиная с производства механизмов и заканчивая изготовлением необходимого инструмента, а также элементов внешнего оформления — все делалось на местах.

### Swatch Group
После воссоединения Германии, VEB Glashütte Uhrenbetriebe был преобразован в Glashütte Uhrenbetrieb GmbH. Новая компания стала полноправным наследником большинства часовых компаний, основанных в Гласхютте в прошлом. В 2000 году компания Glashütte Uhrenbetrieb GmbH стала принадлежать The Swatch Group Ltd.